# Спутник (Брянская область)
Спутник — упразднённый посёлок в Комаричском районе Брянской области. Входил в состав Усожского сельского поселения. Упразднён в 2000 году.

## География
Располагался на правом берегу реки Усожа, в 2 км к северо-востоку от села Усожа.

## История
В 1964 году Указом Президиума ВС РСФСР посёлок Звенючий переименовано в Спутник. В том же году в состав посёлка включен посёлок Красный Колосок.
Постановлением Брянской областной Думы от 30 мая 2000 года посёлок Спутник исключён из учётных данных.